# 延岡市立三椪小学校
延岡市立三椪小学校（のべおかしりつ みはえしょうがっこう）は、宮崎県延岡市北方町川坂下戌にあった公立の小学校。
2014年（平成26年）3月末をもって閉校し、小中一貫校「延岡市立北方学園」へ統合された。

## 概要
歴史
1888年（明治21年）に開校した「尋常三椪小学校」を前身とする。2008年（平成20年）に創立120周年を迎えた。2014年（平成16年）に延岡市内旧・北方町域の小学校4校（北方・城・美々地・三椪）と、中学校1校（北方）が統合の上、小中一貫校「延岡市立北方学園」となり、126年の歴史に幕を下ろした。
校章
中央に校名の略称である「椪小」の文字（縦書き）を配している。
校歌
1963年（昭和38年）制定。作詞は長瀬憲一、作曲は加藤功による。歌詞は3番まであり、各番の歌詞中に校名の「三椪」が登場する。
通学区域
「二股区（代官野・二股・桑水流・樫原・唐立）、坂上区（大久保下・石上）、坂下区（頼木・屋形原・坂ヶ平・大中尾）」地区。中学校区は延岡市立北方中学校であった。

## 沿革
- 1888年（明治21年）4月10日 - 屋形原杉原(三椪橋東台地)に校舎を建設の上、「尋常三椪小学校」が創立。校区を「板ケ平門・藤の木門・二股門」の3地区とする。教師は1名。
- 1892年（明治25年）4月 - 「三椪尋常小学校」に改称。
- 1906年（明治39年）12月 - 最終所在地（屋形原杉原）に木造新校舎が完成。児童数115名（男63・女52）。落成記念にセンダン2本を植樹。
- 1908年（明治41年）4月 - 改正小学校令により、尋常科（義務教育年限）が4年制から6年制に改められる。
- 1911年（明治44年）4月 - 岩屋ケ平分教場が分離の上、岩屋ケ平尋常小学校[3]として独立。
- 1931年（昭和6年）6月 - 運動場を拡張。
- 1932年（昭和7年）6月 - 木造校舎1棟が完成。
- 1937年（昭和12年）3月 - 高等科を併置の上、「三椪尋常高等小学校」に改称。
- 1941年（昭和16年）4月1日 - 国民学校令施行により、「北方村三椪国民学校」と改称。尋常科を初等科に改める。
- 1947年（昭和22年）- 学制改革が行われる（六・三制の実施）。
  - 4月1日 - 国民学校初等科が、新制小学校「北方村立三椪小学校」に改組・改称。
  - 5月8日 - 国民学校高等科は、青年学校普通科とともに、新制中学校「北方村立北方中学校三椪分校[4]」に改組・改称。小学校に併設される。
- 1950年（昭和25年）12月 - 学校林実習地が譲渡される。
- 1951年（昭和26年）3月 - 木造校舎等が完成。
- 1960年（昭和35年）1月 - 三椪集会所が完成。
- 1963年（昭和38年）4月 - 校歌を制定。
- 1970年（昭和45年）
  - 2月 - 鉄筋コンクリート造2階建ての新校舎が完成。
  - 11月3日 - 北方村の町制施行により、「北方町立三椪小学校」に改称。
- 1976年（昭和51年）6月 - 運動場を拡張。
- 1978年（昭和53年）
  - 3月 - プールが完成。
  - 9月 - 国旗掲揚台が完成。
- 1980年（昭和55年）1月 - 梅園が完成。
- 1981年（昭和56年）2月 - 体育館が完成。
- 1986年（昭和61年）5月 - ランチルームでの全校給食を開始。
- 1987年（昭和62年）2月 - 校舎前につつじ園が完成。
- 1988年（昭和63年）
  - 10月 - 校門下に校名石柱が完成。
  - 11月3日 - 創立100周年記念式典を挙行。
- 1989年（平成元年）9月 - 校旗が完成。
- 1993年（平成5年）
  - 8月 - 観察池が完成。
  - 11月 - 一輪車の練習ポールを設置。
- 1994年（平成6年）8月 - 運動場を整備。
- 1998年（平成10年）4月 - ふれあいルームを設置。
- 1999年（平成11年）7月 - 土俵が完成。
- 2001年（平成13年）12月 - 体育館の南側にビニールハウスを設置。
- 2003年（平成15年）10月 - シンボルツリーのセンダンの木が樹木医による診断を受ける。
- 2006年（平成18年）2月20日 - 市町合併により、「延岡市立三椪小学校」（最終名）に改称。
- 2014年（平成26年）
  - 2月22日 - 北方町内の小中学校で合同閉校式典を挙行。
  - 3月31日 - 閉校。126年の歴史に幕を閉じる。

## 交通
最寄りのバス・タクシー停留所
- 延岡市乗り合いタクシー 二股線 「三椪小学校下」停留所[5]

最寄りの幹線道路
- 宮崎県道215号板上曽木線

## 周辺
- NTT三椪電話交換所
- 曽木川

## 参考資料
- 「北方町史」（1972年（昭和47年）6月発行, 北方町役場）p.228～231（三椪小学校）, p.240～p.241（岩屋ヶ平小学校）